# 템플 오브 더 도그
템플 오브 더 도그(영어: Temple of the Dog)는 미국의 록 슈퍼그룹이다. 1990년 워싱턴주의 시애틀에서 결성하였다.